# Notochloe
Notochloë (лат.) — монотипный род растений семейства Злаки (Poaceae), распространённый на востоке Австралии (штат Новый Южный Уэльс).

## Описание
Дерновинное многолетнее травянистое растение. Влагалища листьев блестящие, беловатые.
Колоски с 7—9 цветками, колосковые чешуи короче цветков. Цветковые чешуи голые, с 3 небольшими зубчиками на верхушке, безостые.
Зерновки волчкообразные.

## Синонимы вида
- Sieglingia microdon (Benth.) Kuntze (1891)
- Triodia microdon (Benth.) F.Muell. (1882)
- Triraphis microdon Benth. (1878) basionym